# بندر معلم
 بندر معلم  بالفارسية ( روستاى بندر معلم  ) ، قرية صغيرة تتبع البلدة المركزية (بالفارسية: بخش مرکزی شهرستان بندر لنگه) من توابع مدينة لنجة وتقع في محافظة هرمزگان في جنوب إيران. تقع قرية بندر معلم على بعد 3 كيلومترات من مدينة كنك.

## حدود قرية بندر معلم
حدود قرية بندر معلم: من الشمال: كزير ، من الجنوب البحر، ومن الغرب مدينة كنك، ومن الشرق تنتهي بـقرية هميران.

## السكان
يبلغ عدد سكان هذه القرية حسب تعداد السكان لعام 2006 للميلاد، (1300 ) نسمه تشكل (120 عائلة) ، من أهل السنة والجماعة وعلى المذهب الشافعي. يتكلون الفارسية باللهجة المحلية، لهم مسجد، ومدرسة، وعيادة صحية صغيرة، وبركتان لحفظ مياه الأمطار، وميناء بحري صغير.
يمتهن السكان بمهنة الصيد الأسماك، والزراعة .